# Gasexplosionen in Kaohsiung 2014

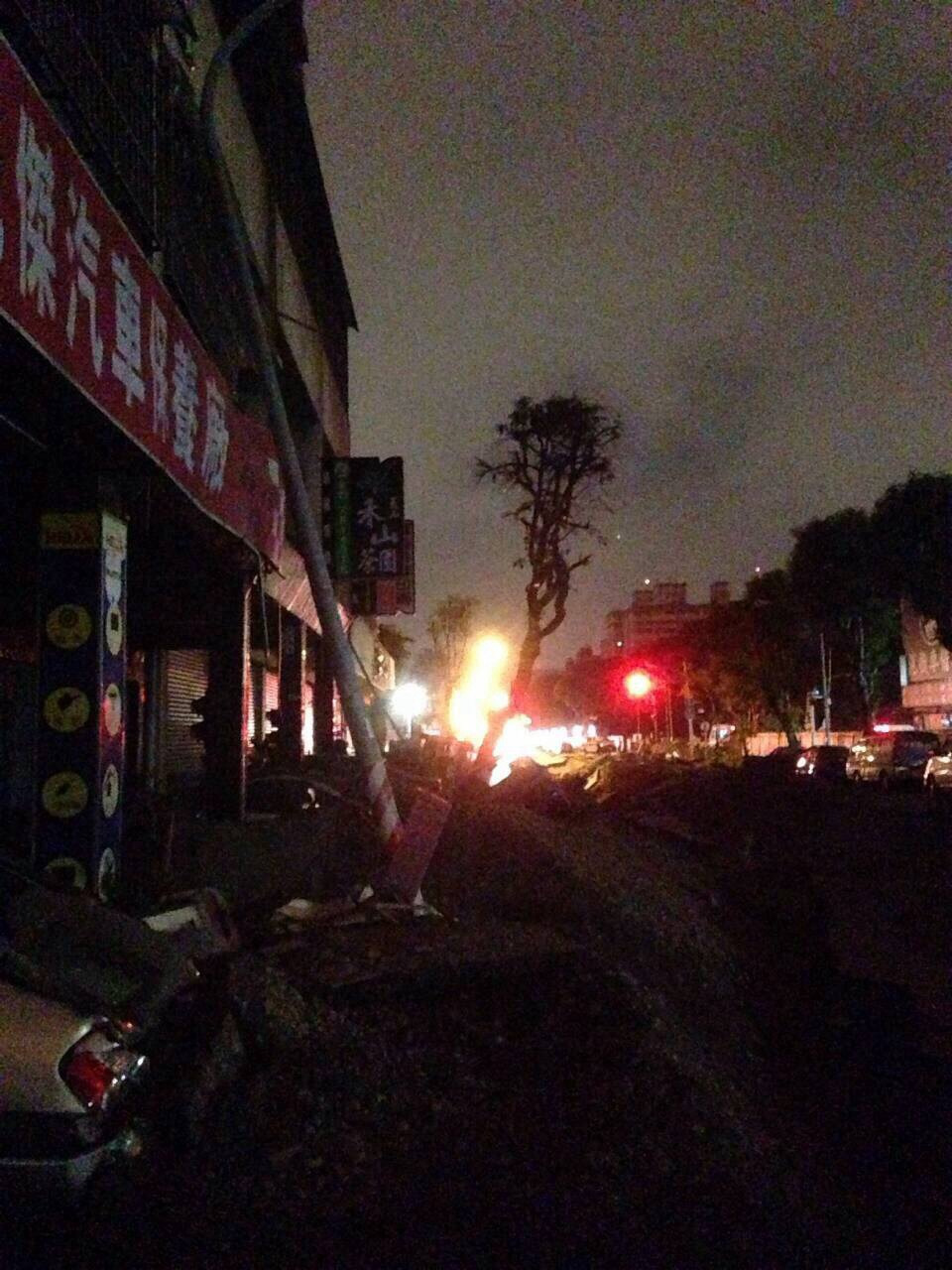
Eine der Explosionen aus der Ferne betrachtet

Die Gasexplosionen in Kaohsiung 2014 bestanden aus einer Reihe heftiger Detonationen in der taiwanischen Hafenstadt Kaohsiung in der Nacht vom 31. Juli zum 1. August 2014. Bereits im Jahr 1997 war ein ähnliches Unglück passiert. Die Detonationen ereigneten sich in den Stadtbezirken Qianzhen (前鎮) und Lingya (苓雅). Bei den Gasexplosionen kamen 32 Menschen ums Leben und 321 wurden verletzt.

## Ablauf vom 31. Juli 2014 bis 1. August 2014

Stadtplan des Zentrums von Kaohsiung mit den Orten der fünf Explosionen. Rosa Schattiert ist das evakuierte Wohngebiet, schwarz umrandet das ungefähre Gebiet, in dem Verkehrsbeschränkungen galten

Um 20:46 Uhr bemerkte ein Anwohner einen Geruch nach Gas und intermittierend aus einem Gully austretende weiße Gaswolken. Beunruhigt verständigten andere Anwohner dann die Feuerwehr und meldeten ein Gasleck. Wenig später erschien die Feuerwehr am Einsatzort und spritzte Wasser auf den Boden, um ihn zu kühlen. Gegen 22:20 Uhr kam es zur ersten Explosion auf der Ruilong Road (瑞隆路), etwa einen Kilometer vom ersten Ort entfernt. Die Gullydeckel wurden durch die Detonation in die Luft geschleudert. Die Umweltschutzbehörde Kaohsiungs schickte um 22:22 Uhr Experten, um Gasanalysen durchzuführen. Gasproben wurden entnommen, um sie mit einem mobilen FTIR-Spektrometer zu analysieren. Noch vor der Analyse ereignete sich die zweite Explosion auf der Gangshan Road (岡山路), die auch den Analysewagen und das Spektrometer zerstörte. Wieder wurden die Kanaldeckel meterhoch in die Luft katapultiert. Erst Stunden später, gegen 6:30 Uhr, konnte das austretende Gas als Propen identifiziert werden, nachdem ein zweites FTIR-Spektrometer zur Verfügung stand.
Die dritte Explosion passierte um 23:00 Uhr an der Kreuzung Sanduo Road (三多一路) und Wuqing Road (武慶三路). Die dritte Detonation war so stark, dass der Boden unter den Straßen und anliegenden Häuser größtenteils absackte.
Bei der vierten Explosion an der Kreuzung Ersheng Road (二聖路) und Kaixuan Road (凱旋路) kamen um 23:25 Uhr mehrere Feuerwehrleute ums Leben. Die Stadtregierung hatte inzwischen den betroffenen Stadtteil evakuiert.
Bei der fünften Detonation wurde um 23:57 Uhr fast die ganze Ersheng Road (二聖路) zerstört. Dabei wurden Verkehrsteilnehmer getötet und verletzt. Unter allen Explosionen war die fünfte die bei weitem größte und heftigste. Die Explosion pflanzte sich durch die Kanalisation fort, entlang der Kaixuan 2nd Road nach Norden und entlang der Kaixuan 3rd Road nach Süden. Am Ende der erstgenannten setzte sich die Explosionswelle weiter fort entlang der Sanduo 1st Road bis zur Kreuzung mit der Wuqing 2nd Road. Insgesamt wurden 4,5 Kilometer Straßenzüge aufgerissen.

## Folgen der Explosionen

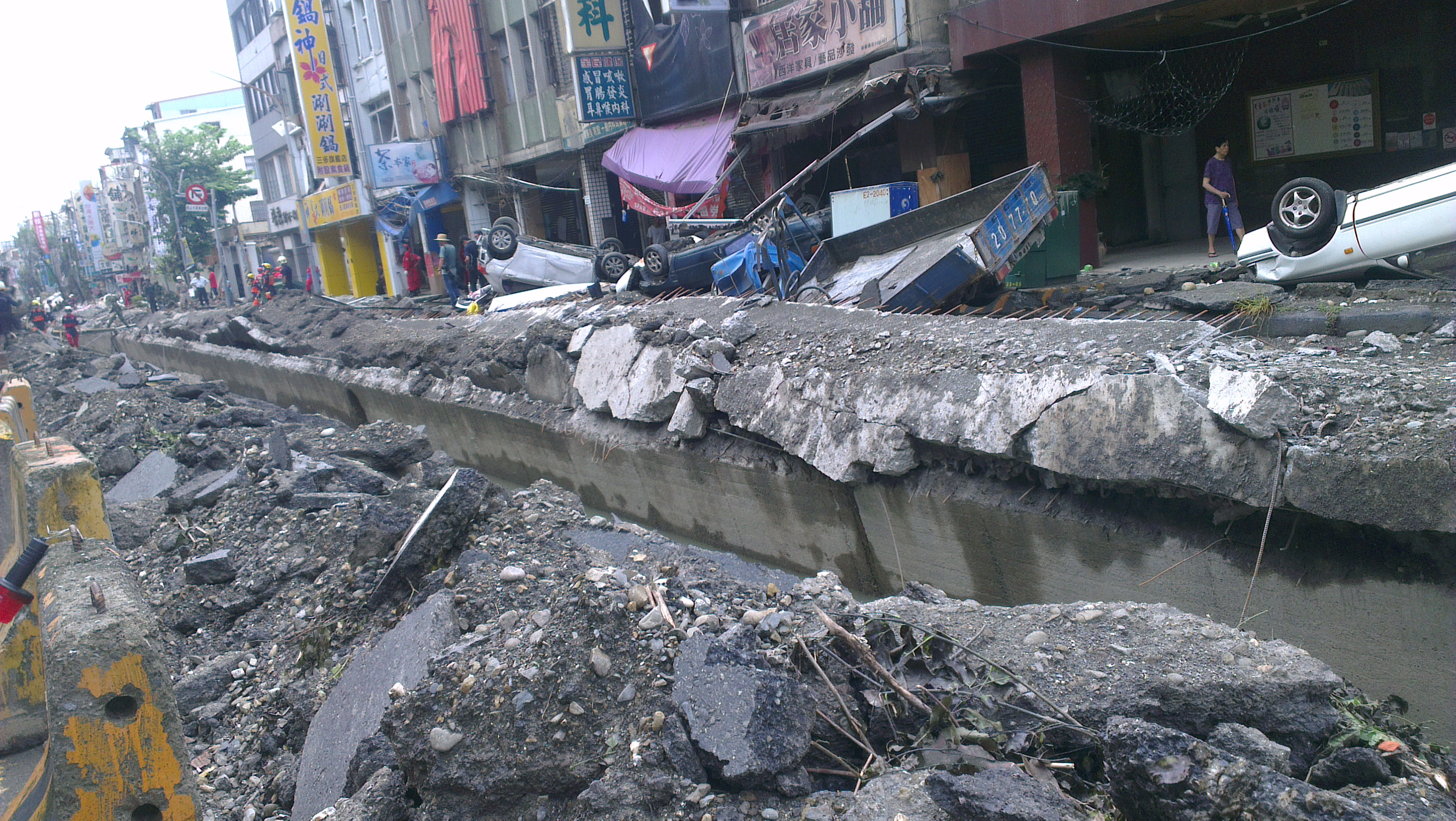
Sanduo Road (2014)

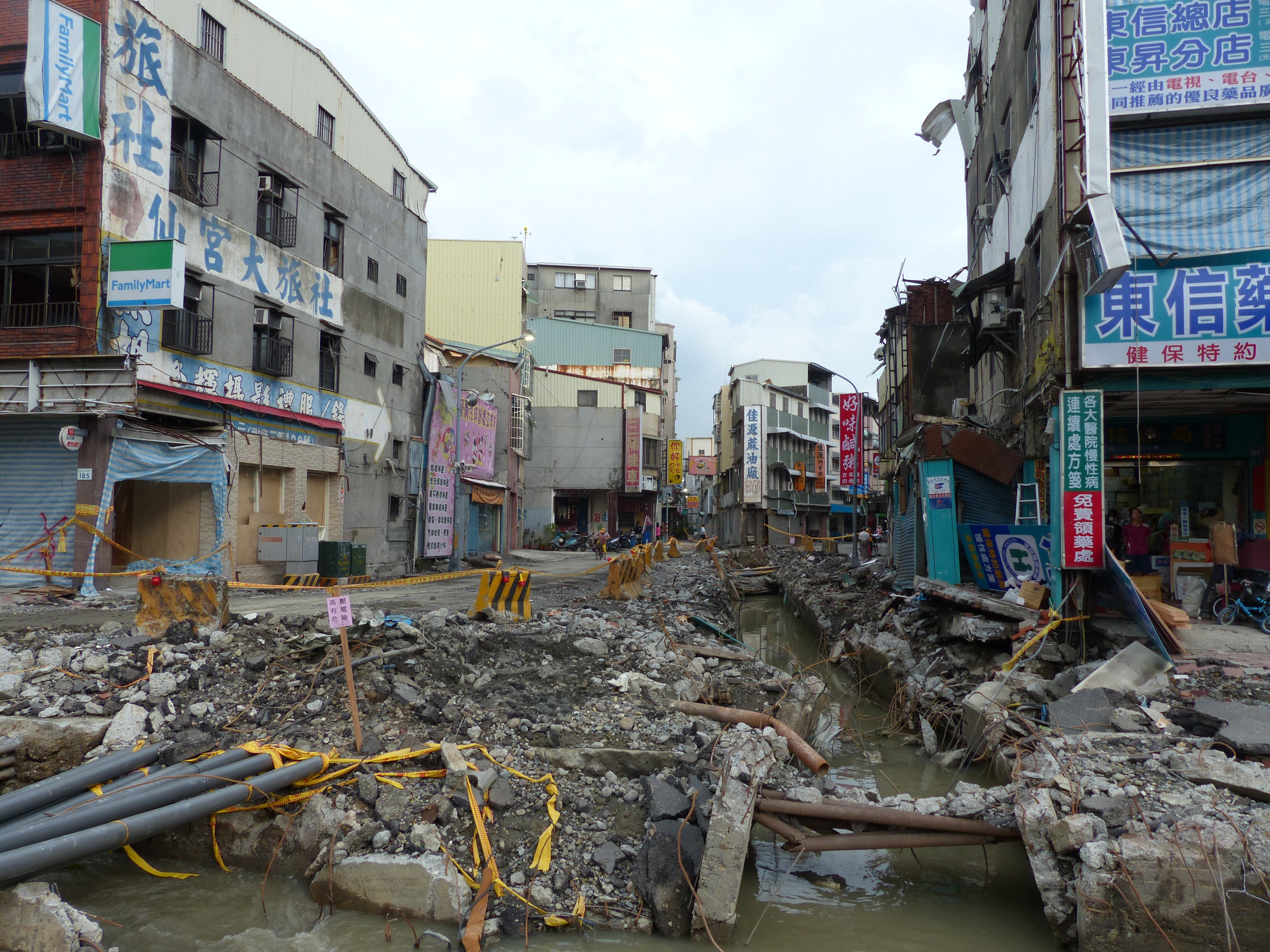
Sanduo 1st Road nach der Explosion

Am 1. August 2014 lagen die Straßen in Trümmern und Teile der Straßenzüge waren abgesunken. Die Druckwelle hatte eine Schneise der Zerstörung (ca. 6 Kilometer lang) geschlagen und die betroffenen Straßen entzweigerissen. Motorroller, Autos und sogar Lastwagen waren von den gewaltigen Detonationen durch die Gegend geschleudert und einige Autos sogar auf Hausdächer katapultiert worden. Aufgrund der Explosionen kam es zu Gasabschaltungen und Stromausfällen. Taiwans damaliger Wirtschaftsminister und zuständiger Rettungsleiter Jiang Yi-huah (江宜樺) gab an, dass es mindestens fünf große Explosionen in den Stadtteilen gegeben hatte. 1.100 Einwohner wurden aufgefordert, ihre Häuser zu verlassen, und in Notunterkünften untergebracht. Die Rettungsarbeiten gestalteten sich schwierig, denn überall konnte sich hochentzündliches Gas gesammelt haben. Aus dem ganzen Land beorderte die Regierung von Taiwan Soldaten zur Unterstützung nach Kaohsiung, um bei der Rettung zu helfen. Die Rettungskräfte gruben sich durch Schuttberge und suchten mit Sonargeräten nach Überlebenden. In Schutzanzüge gekleidete Spezialeinheiten stellten sicher, dass kein explosives Gas mehr austrat.

## Ursache
Mit dem Fortgang der Ereignisses wurde klar, dass die Ursache ein Leck in einer Flüssiggas-Pipeline war. Die leckgeschlagene Pipeline war eine Hochdruckpipeline, die speziell für den Transport von flüssigem Propen (Propylen) in den Jahren 1986 bis 1993 erbaut worden war. Sie verband über eine Distanz von 27 Kilometern die LCY Chemical Corporation Tashe (李長榮化學工業) mit der im Hafenbereich angesiedelten China General Terminal & Distribution Corporation (CGTDC, 華運倉儲). Zum Zeitpunkt der Verlegung war darauf geachtet worden, dass die Pipeline nicht durch Wohngebiete verlief. In den 25 folgenden Betriebsjahren waren jedoch zahlreiche Wohn- und Geschäftshäuser nahe der Pipeline errichtet worden.
Untersuchungen nach der Explosion ergaben, dass es um 20:43 Uhr einen plötzlichen Druckabfall von 4,2 MPa auf 1,37 MPa am Drucksensor in der CPC-Pipeline, die an die LCY-Pipeline angeschlossen war, gegeben hatte. CGTDC und die LCY Tashe-Anlagen hatten auf ihrer Seite der Pipeline keine Drucksensoren, sondern nur Manometer und Durchflussmesser installiert. Der Betriebsleiter der LCY Tashe-Anlage stellte zeitgleich eine Flussrate von Null fest. Bei CGTDC wurde dagegen eine abnorm hohe Flussrate festgestellt. Vorübergehend wurden der Pumpprozess unterbrochen, und der Druck in der Pipeline gemessen, der bei 1.3~1.35 MPa verblieb. Schließlich wurde der Pumpprozess wieder aufgenommen. Gegen 23:23 Uhr bemerkte ein CGTDC-Vorarbeiter bei seinem Weg zur Arbeit einen Gasgeruch. In der Vermutung, dass es sich um ein Pipeline-Leck handeln könne, eilte er zum Arbeitsplatz, wo er zehn Minuten später eintraf und eine Abschaltung der Pumpen veranlasste. Wenige Minuten später ereignete sich um 23:57 Uhr die Hauptexplosion.
Nach späteren Modellrechnungen waren etwa 9 Tonnen Propen ausgeströmt. Nach der Untersuchung der Explosion fand die Stadtregierung Kaohsiung weitere Details heraus. LCY erklärte, dass die Firma CGTD (China General Terminal and Distribution Corporation, 華運倉儲) für den Gastransport zuständig gewesen sei. Es sei bei CGTD aber kein abnormaler Druck festgestellt worden und so sei es zu den Explosionen gekommen. Laut LCY war das Unternehmen CGTDC somit auch für die Erkennung von Druckverlusten mitverantwortlich und beide Unternehmen, LCY und CGYDC, sollten für die Explosion zur Verantwortung gezogen werden.

## Reaktionen
Als der Präsident Ma Ying-jeou (馬英九) von der Explosion in Kaohsiung erfuhr, koordinierte er sofort den Rettungseinsatz. Außerdem wurde die Nationalflagge für drei Tage auf halbmast gesetzt, um der Toten zu gedenken. Wirtschaftsminister Chang Chia-juch (張家祝) trat am 10. August 2014 von seinem Amt zurück, obwohl ihm keine persönliche Schuld am Unglück nachgewiesen wurde.
Viele Regierungen sprachen ihr Beileid für die Tragödie in Kaohsiung aus, z. B. die Regierungen von China, Hongkong, Macau, Frankreich, Japan, Singapur und Großbritannien, sowie der Kommissar der Europäischen Union.

## Wiederaufbau

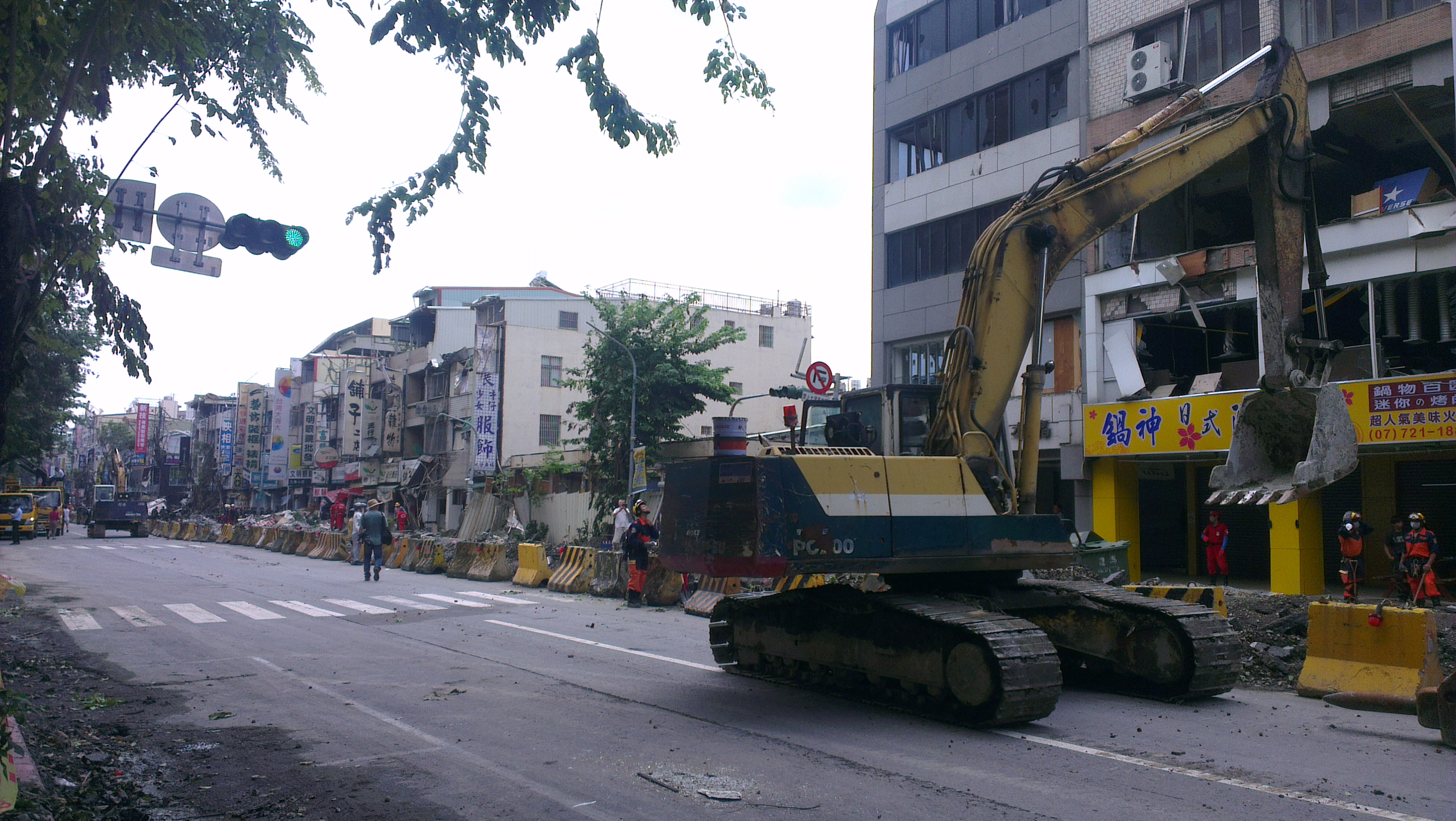
Die Sanierung auf der Sanduo Straße, (2014)

Damit die Opfer schnell zurück ins normale Leben finden konnten, begann die Stadtregierung rasch mit den Aufräumarbeiten. Eine grobe Schätzung der Kosten für beschädigte Straßen und das Kanalsystem belief sich auf ca. 1,9 Milliarden NT$ (zum damaligen Kurs etwa 47 Millionen Euro). In den Tagen nach der Explosion wurden die Aufräumarbeiten durch starken Regen und überschwemmte Straßen behindert. Bereits am 20. November 2014 waren die Straßen wieder befahrbar, ein Teil der Häuser saniert und die Wiederherstellungsarbeiten konnten abgeschlossen werden.
Am 18. Juli 2015 einigten sich die Stadtverwaltung von Kaohsiung mit den zwei verantwortlichen Unternehmen LCY Chemical Corp. (李長榮化工) und China General Terminal & Distribution Corporation (華運倉儲, CGTD) über Entschädigungszahlungen an die Angehörigen der getöteten Personen. Jede Familie eines Verstorbenen sollte 12 Millionen NT$ (etwa 356.000 €) als Entschädigung erhalten. Zu diesem Zeitpunkt hatten die Betroffenen bereits jeweils 9,8 Millionen NT$ aus privaten Spenden aus der Öffentlichkeit und von der Industrie erhalten.